# Lekcja historii (album Sedesu)
Lekcja historii – album kompilacyjny polskiej grupy muzycznej Sedes. Wydany został 8 maja 2004 roku nakładem wydawnictwa Lou & Rocked Boys.

## Lista utworów
Źródło:.
| Nr  | Tytuł utworu                    | Długość |
| --- | ------------------------------- | ------- |
| 1.  | „Ponure ściany”                 | 2:12    |
| 2.  | „Twój najpiękniejszy dzień”     | 1:46    |
| 3.  | „Wszyscy pokutujemy”            | 2:04    |
| 4.  | „Nie umrzemy”                   | 1:55    |
| 5.  | „Krzyk”                         | 3:06    |
| 6.  | „Ludzie”                        | 2:34    |
| 7.  | „Politycy w habicie”            | 3:32    |
| 8.  | „Nie dotykajcie mnie”           | 2:02    |
| 9.  | „Ten dzień”                     | 2:38    |
| 10. | „Zamki”                         | 2:09    |
| 11. | „Zagłada”                       | 2:27    |
| 12. | „Impas”                         | 1:36    |
| 13. | „Polityka”                      | 2:42    |
| 14. | „Koszmar”                       | 2:02    |
| 15. | „Świnie”                        | 1:53    |
| 16. | „Mamy dość”                     | 2:40    |
| 17. | „Nie cykaj”                     | 2:14    |
| 18. | „Cywilizacja”                   | 4:11    |
| 19. | „Politycy w habicie” (teledysk) |         |
| 20. | „Wszyscy pokutujemy” (teledysk) |         |
|     |                                 | 43:43   |

- Nagrania 3, 8–16 – album Wszyscy pokutujemy
- Nagrania 1, 2, 4–7, 17, 18 – album K.... jego mać